# پورت گمبل (واشینگتن)
پورت گمبل (به انگلیسی: Port Gamble) یک حوزه سرشماری و بافت تاریخی در ایالات متحده آمریکا است که در شهرستان کیتساپ، واشینگتن واقع شده‌است.